# Sępów
Sępów (niem. Geiersberg) – wieś w Polsce, położona w województwie dolnośląskim, w powiecie złotoryjskim, w gminie Złotoryja.
W latach 1975–1998 miejscowość administracyjnie należała do województwa legnickiego.
Do 2023 r. miejscowość była przysiółkiem wsi Wilków.